# Roystonea oleracea
El chaguaramo, mapora o palma real (Roystonea oleracea) es una especie de palmera originaria de las Antillas Menores, Venezuela y Colombia. Es una planta de gran porte, de hasta 40 m de altura y muy apreciada por su gran valor ornamental por lo cual ha sido cultivada en muchos países. Individuos de esta especie son los que tienen mayor altura y mayor diámetro caulinar del género.
Es el árbol emblemático del Estado Yaracuy.
El nombre genérico Roystonea hace alusión al militar estadounidense Roy Stone; y el epíteto específico oleracea viene del latín oleris y significa hortaliza. El basónimo (nombre científico original) de esta palmera es Areca oleracea.

## Descripción

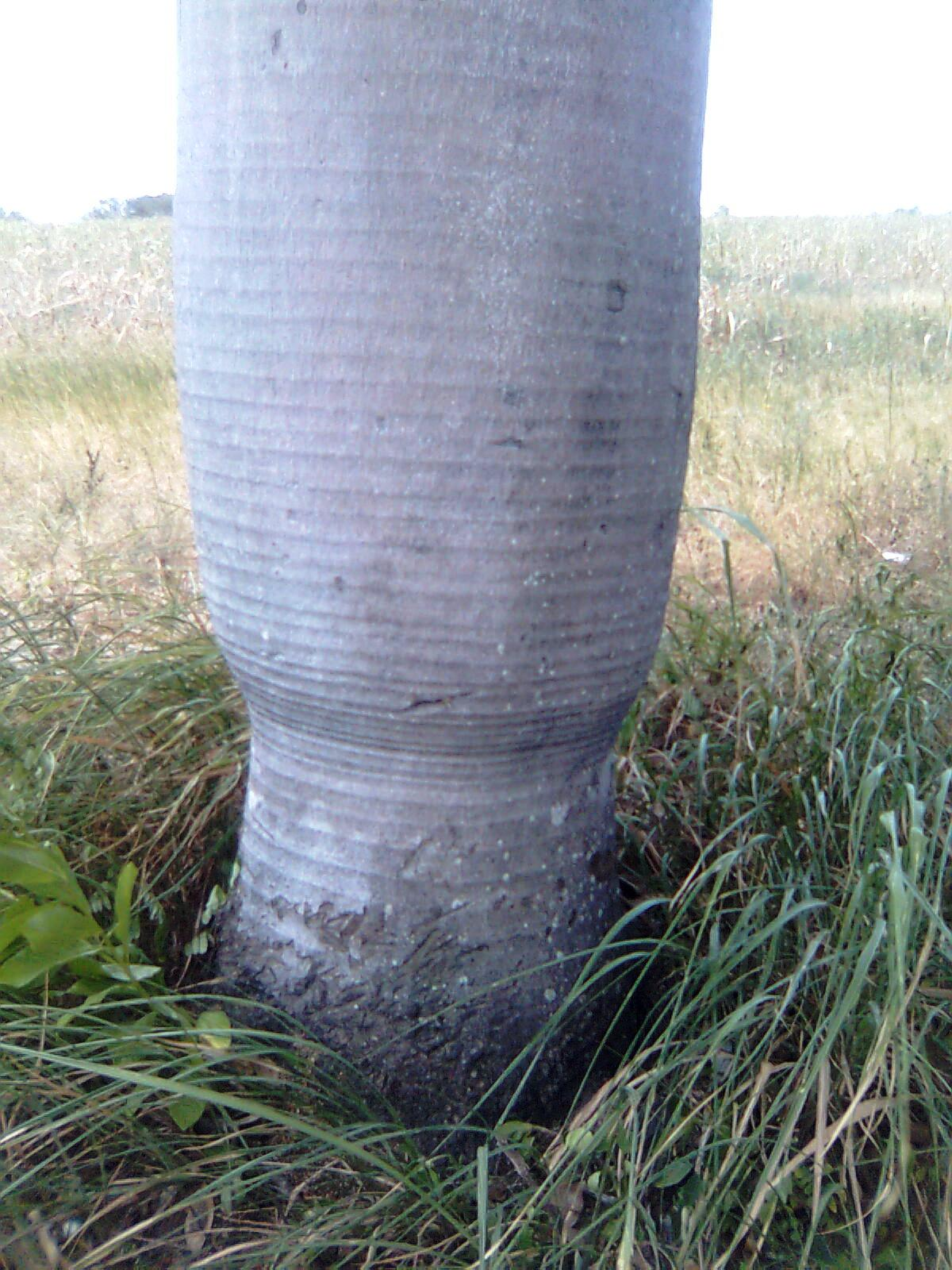
Detalle de la forma del tronco de un ejemplar de Roystonea oleracea.

### Raíz
Las raíces de R. oleracea, así como en la mayoría de las palmeras, son adventicias, es decir, que no son raíces surgidas de otras raíces, estas raíces surgen en la parte inferior del tallo; dichas raíces solo se alargan cuando están cubiertas por el suelo. Son gruesas y ramificadas, las raíces jóvenes tienen pelos absorbentes.

### Tallo
El estípite es solitario o monocaule, de color gris, inerme (sin espinas), liso, de crecimiento ortotrópico (vertical); en ocasiones llega a tener formas variadas: columnar, cónico, en forma de botella, con la base hinchada o con ensanchamientos a diferentes alturas del tallo. A lo largo del tronco se aprecian anillos que son vestigios de hojas caídas. Puede llegar a una altura de 40 m; hay un reporte de un ejemplar de R. oleracea de 40,8 m de altura. El diámetro puede ser de 45 a 66 cm.

### Hoja
Las hojas son compuestas y pinnadas en número de 18 a 15, alternas y crecen de manera espiralada, se agrupan a manera de corona o copete al final del estípite, son curvadas y sustentadas por un capitel cilíndrico de color verde brillante, no cuelgan mucho de la horizontal; son hojas compuestas, pinnadas, de color verde oscuro en el haz y ligeramente plateadas en envés. El raquis de las hojas mide de 2 a 4 m de largo. Los folíolos, en número de unos 200 agrupados en dos hileras, miden de 80 a 100 cm de largo por 3 a 4 cm de ancho, generalmente curvado hacia abajo. Estos folíolos están dispuestos en varios planos (aunque algunas fuentes señalan que es solo en un plano). Posee capitel y puede llegar a medir hasta 2 m. Los peciolos son robustos y de, aproximadamente, 76 cm de longitud. Al secarse la hoja se desprende del tronco junto a la vaina.

### Inflorescencia
Las flores se reúnen en inflorescencias de tipo panícula, infrafoliares (es decir, que se desarrollan por debajo del capitel, o sea, debajo de las vainas de las hojas), de color blanco cremoso, que son varias veces ramificadas, y que antes de su apertura están envueltas en una espata. Dicha espata es verde antes de abrir, luego toma color castaño oscuro y se desprende al comenzar la florescencia. Las inflorescencias aparecen a manera de corona en la unión del tronco grisáceo con la vaina foliar en el ápice del tallo. Las raquillas son onduladas.

### Flor
Tiene flores unisexuales, ambos sexos están en la misma planta, pero separados, por lo que es diclina monoica; entre dos flores masculinas (estaminadas) suele haber una femenina (pistilada). Los estambres se hallan en número de 6 a 9 en cada flor. El ovario es súpero (se desarrolla por encima del cáliz).

### Fruto y semilla
Los frutos son drupas, con sépalos persistentes, verdosos al principio, pero de marrones a morados al madurar; oblongos, carnosos, de 15 a 18 mm de largo por 12 a 14 mm de ancho. Contienen una semilla elíptica, dura y aceitosa. Esta planta florece y fructifica durante todo el año.

### Diferencias en la estructura vegetativa conR. regia
R. oleracea es muy parecida a R. regia en muchos aspectos (algo coherente al ser del mismo género) y al ser R. regia la más conocida y cultivada a primera vista se puede tender a confundirlas, sin embargo, hay ciertos detalles que permiten distinguirlas a primera vista. La rigidez de los foliolos es quizá la diferencia más evidente entre ambas.
| R. oleracea                                                             | R. regia                                                                              |
| Las hojas son de color verde oscuro.                                    | Las hojas son de color verde pálido.                                                  |
| Disposición de foliolos de manera muy densa y son arqueados (caedizos). | Disposición de foliolos de manera más espaciada y son rígidos (de apariencia erecta). |
| Plántulas (individuo juvenil) con vainas y hojas de color morado.       | Plántulas con vainas y hojas de color verde.                                          |

## Distribución y hábitat
R. oleracea es nativa de las Antillas Menores: Barbados, Dominica, Guadalupe, Martinica, y Trinidad y Tobago); y el norte de Suramérica: norte de Venezuela y este de Colombia. Ha sido naturalizada en la región de las Guayanas. Normalmente está asociada a terrenos de una gran fertilidad y un elevado nivel freático. Se encuentra de forma natural en Venezuela en los estados Portuguesa, Cojedes, Monagas, Sucre, Bolívar, Táchira, Miranda y Yaracuy. Ejemplares que crecen en la Plaza Bolívar de la ciudad de Mérida, a 1.641 m de altitud, representan probablemente la ubicación más elevada de esta palma.

## Ecología
Al sur del estado Portuguesa y Yaracuy, en Venezuela, se encuentran densas colonias de esta especie que es llamada por los locales maporales.

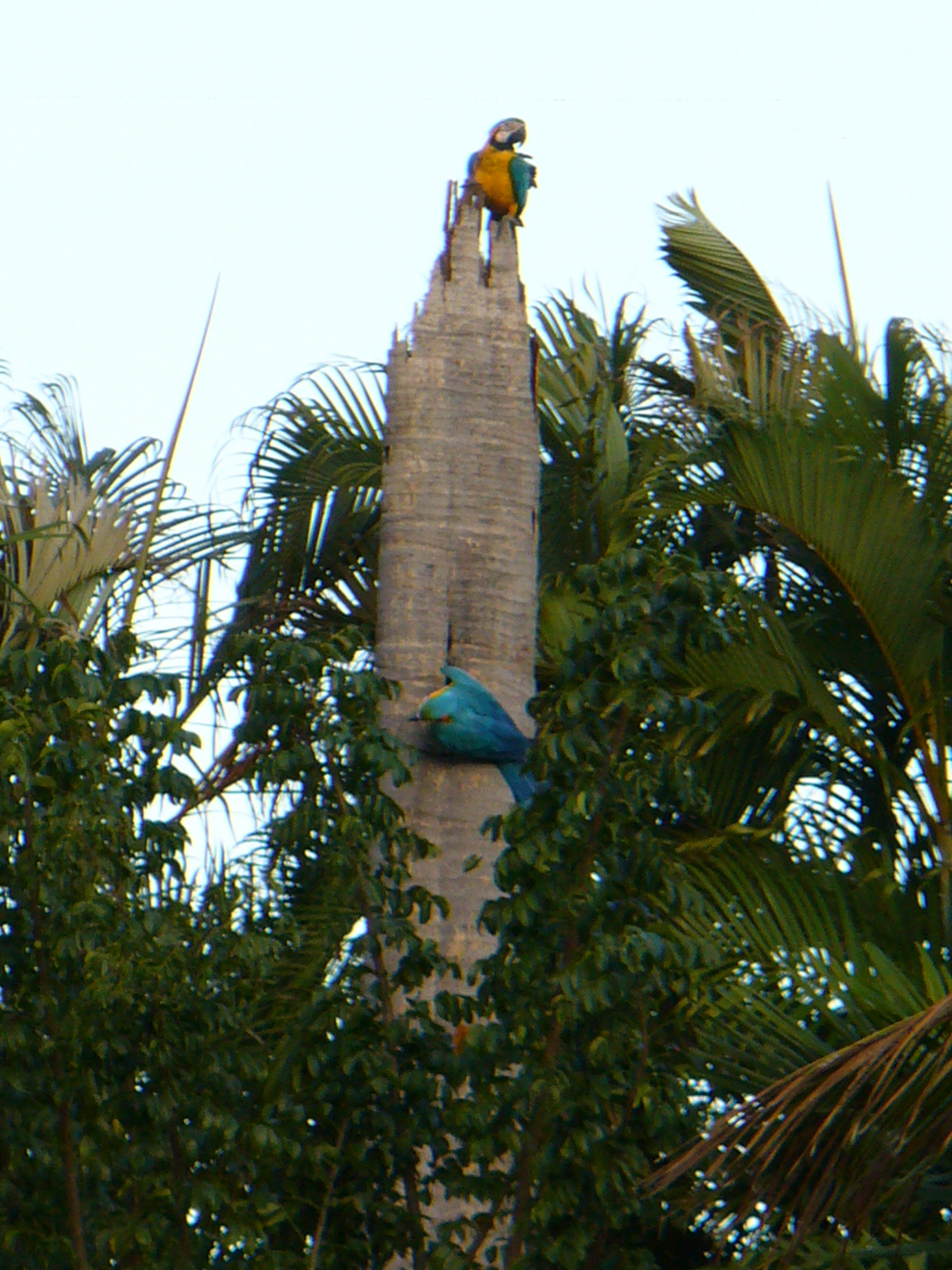
Ara ararauna en tronco muerto de Roystonea sp.

 Es una especie que presenta protandría, o sea, que las flores masculinas maduran primero que las femeninas. Produce abundante néctar y polen. Los principales polinizadores de esta planta son los himenópteros de la familia Apidae, entre los que se encuentran las "abejas sin aguijón" o "pegones" (Trigona sp.) y las abejas (Apis sp.). Es importante resaltar que florece durante casi todo el año.
Algunas especies de murciélagos y aves se alimentan de sus frutos, como el murciélago Artibeus lituratus palmarum o aves como el guácharo (Steatornis caripensis) o la tangara (Thraupis palmarum), por lo que posiblemente éstos lleven a cabo la dispersión de las semillas. Sus frutos son parte importante de la dieta del guacamayo de vientre rojo (Orthopsittaca manilata) y del loro guaro del Amazonas (Amazona amazonica) en Trinidad y Tobago. En un estudio realizado entre 1995 y 1996, los frutos de R. oleracea fueron un elemento importante en la dieta de ambas especies entre junio y enero, y fue su alimento predominante entre julio y noviembre. Su tronco a menudo está cubierto por un liquen grisáceo y frecuentemente se le adhieren bromeliáceas, como por ejemplo Tillandsia recurvata.
Su tronco a menudo está cubierto por un liquen grisáceo y frecuentemente se le adhieren bromeliáceas, como por ejemplo Tillandsia recurvata. En Minas Gerais (Brasil) ha sido detectada la presencia de una especie de ácaro del género Oligonychus en los foliolos.

### Plagas
En su estado natural es poco atacada por las plagas, sin embargo en Caracas, Maracay, Valencia y otras ciudades de Venezuela, donde se encuentra cultivada, se ha informado del ataque de la larva de la mariposa Brassolis sophorae. Dicha larva se alimenta de las hojas dejando sólo el raquis. Esta especie parece particularmente expuesta a dicha plaga, ya que en 1992 hubo un ataque de esta plaga en Caracas y en el noreste de dicha ciudad todos los individuos fueron atacados vorazmente.
Además, se ha detectado que también es propenso al ataque del coleóptero Rhynchophorus palmarum, pues los ejemplares adultos taladran profundos agujeros en los tallos y depositan allí sus huevos donde se desarrolla la larva. Además ese insecto es vector del nemátodo Bursaphelenchus cocophilus, agente causal de la enfermedad del anillo rojo que causa la muerte de la planta.

## Propagación

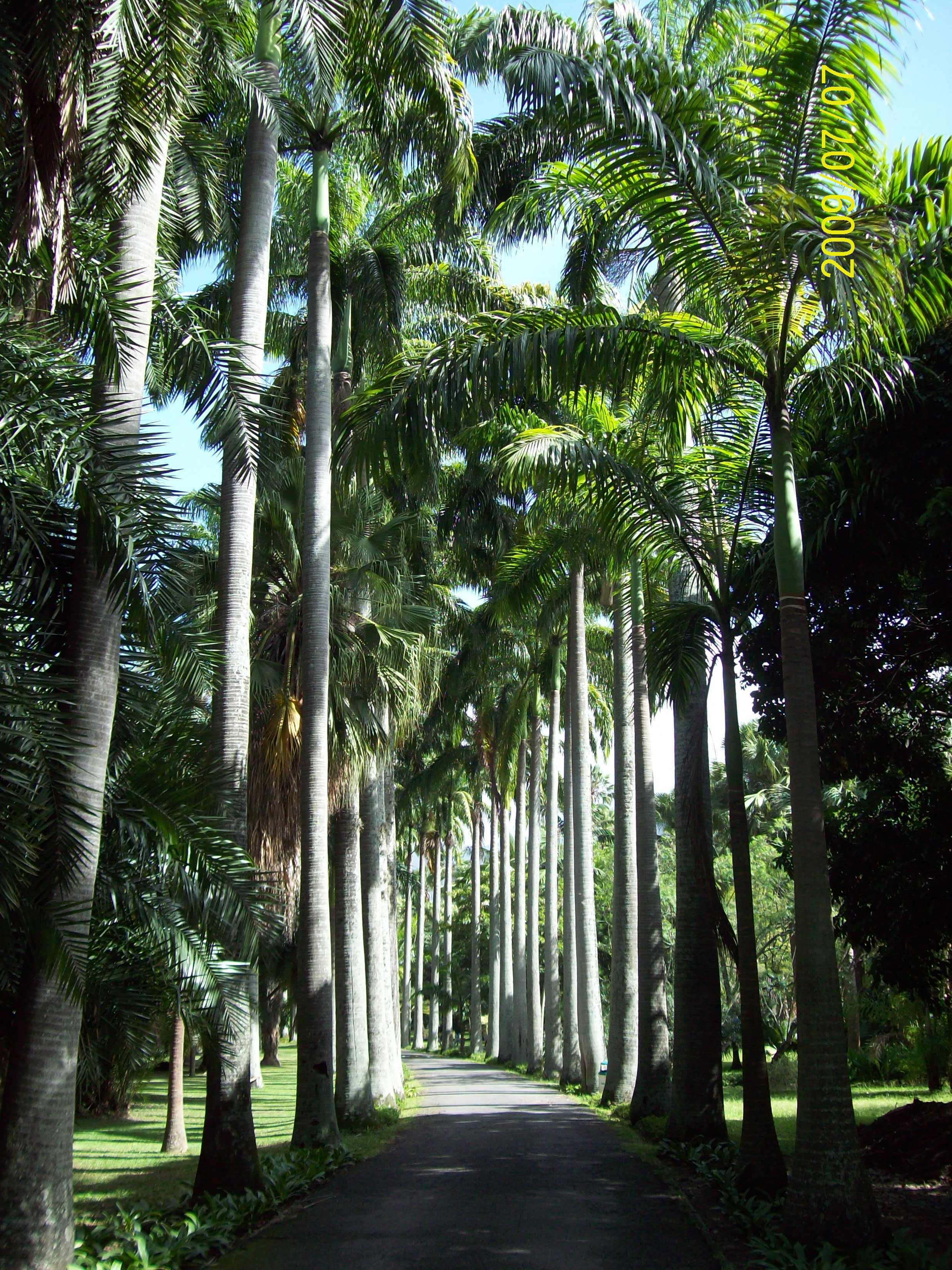
Chaguaramos (Roystonea oleracea) en el Jardín Botánico de Caracas.

Se propaga sexualmente, es decir a través de semillas que germinan en un lapso que va de 2 a 6 meses, presenta una germinación muy irregular y con bajo porcentaje de emergencia. Presenta una postgerminación muy marcada, pues la mayoría de las semillas emergen luego de que las primeras lo hacen, lo que ocurre durante un largo período.
Entre los factores determinantes que afectan la germinación están la madurez del fruto, la presencia del pericarpio, el tiempo de almacenamiento, el remojo de la semilla y la temperatura, que debe ser de 24-30 °C en promedio. Los mejores porcentajes de germinación son con semillas de frutos bien maduros sin pericarpio y remojadas de 2 a 4 días. La viabilidad de las semillas va de 4 a 6 semanas.
Tiene un crecimiento relativamente rápido. También resalta que, al florecer durante buena parte del año, es capaz de producir miles de semillas.
Su ardua labor de propagación se ve recompensada por su longevidad, pues por ejemplo, la Palma Madre, en Brasil, fue alcanzada por un rayo y murió a los 165 años. Se estima que su vida pueda llegar fácilmente a los 200 años con los cuidados necesarios.

## Importancia económica y cultural

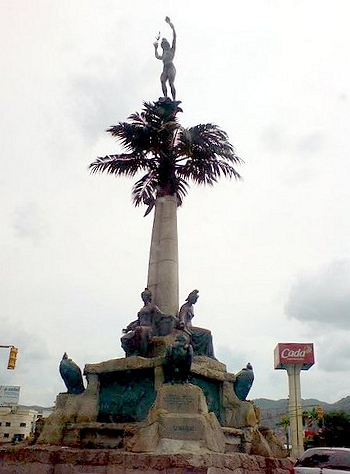
Monumento de la India, Avenida Páez, El Paraíso, Caracas, con el típico chaguaramo fielmente representado.

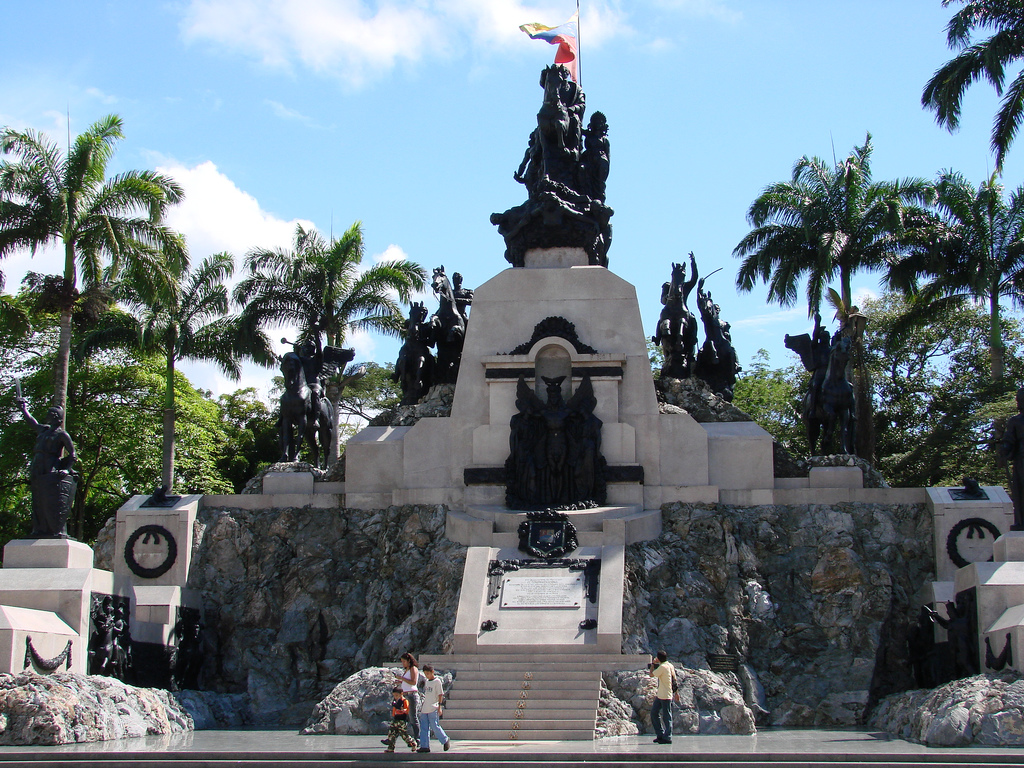
Altar de la Patria, Campo de Carabobo, adornado al fondo con R. oleracea.

En Venezuela esta especie fue escogida como árbol emblemático del Estado Yaracuy. Venezuela es quizás el único país en donde ha sido erigido una estatua en honor a R. oleracea. Este monumento existe en la urbanización La Paz, en el Paraíso, Caracas. Es conocido como la Estatua de la India; obra del escultor maturinés Eloy Palacios (1911), originalmente concebida como parte del Monumento a la Batalla de Carabobo. A pesar de ello dicho monumento está adornado con ejemplares reales de R. oleracea. El historiador Gil Fortoul al referirse a este monumento dice: 

En las llanuras venezolanas destaca esbelto y elegante su triunfal penacho, ha inspirado la feliz idea de sustituir la columna clásica con tres palmas unidas recordando la bellísima leyenda india que pone en el penacho de la palma la habitación de sus dioses.
Gil Fortoul

Se ha hecho famoso por su vistosidad en unas plantaciones en el valle de la Población de El Consejo, en el Estado Aragua. Esas plantaciones que parecen unir la vieja carretera con la Autopista Caracas-Maracay, tienen ya un siglo de existencia.

## Usos
Esta planta se cultiva principalmente por ser un extraordinario elemento ornamental, particularmente cuando se planta formando hileras paralelas a lo largo de avenidas o parques. Esta planta es capaz de hacer uso consuntivo (es decir agua que transpira más agua que permanece en sus tejidos propios) de cerca de 30 litros de agua diarios, por lo cual debe tener un riego frecuente, riego que pocos chaguaramos reciben.
Entre los campesinos las hojas tienen múltiples aplicaciones en la construcción de ranchos y los pecíolos, divididos en tiras, los usan para los amarres de los carrizos en las viviendas rústicas.
Los frutos por contener abundante aceite son alimento de primera para el ganado porcino.
De la densidad de población de chaguaramos, que crecen en las zonas costeras de los estado Yaracuy y Carabobo, el famoso explorador Karl Ferdinand Appun (1871) cuenta que "además de usar las hojas tiernas en la elaboración de encurtidos, la clase [esas personas] colecciona cuidadosamente la enrollada base coriácea de los pecíolos. Aplasta con piedra su lado convexo para aplanarla y secarla al sol para luego usarla bajo el nombre de 'yagua', en las paredes de los ranchos".

## Su curiosa historia en Brasil: la Palmera Imperial

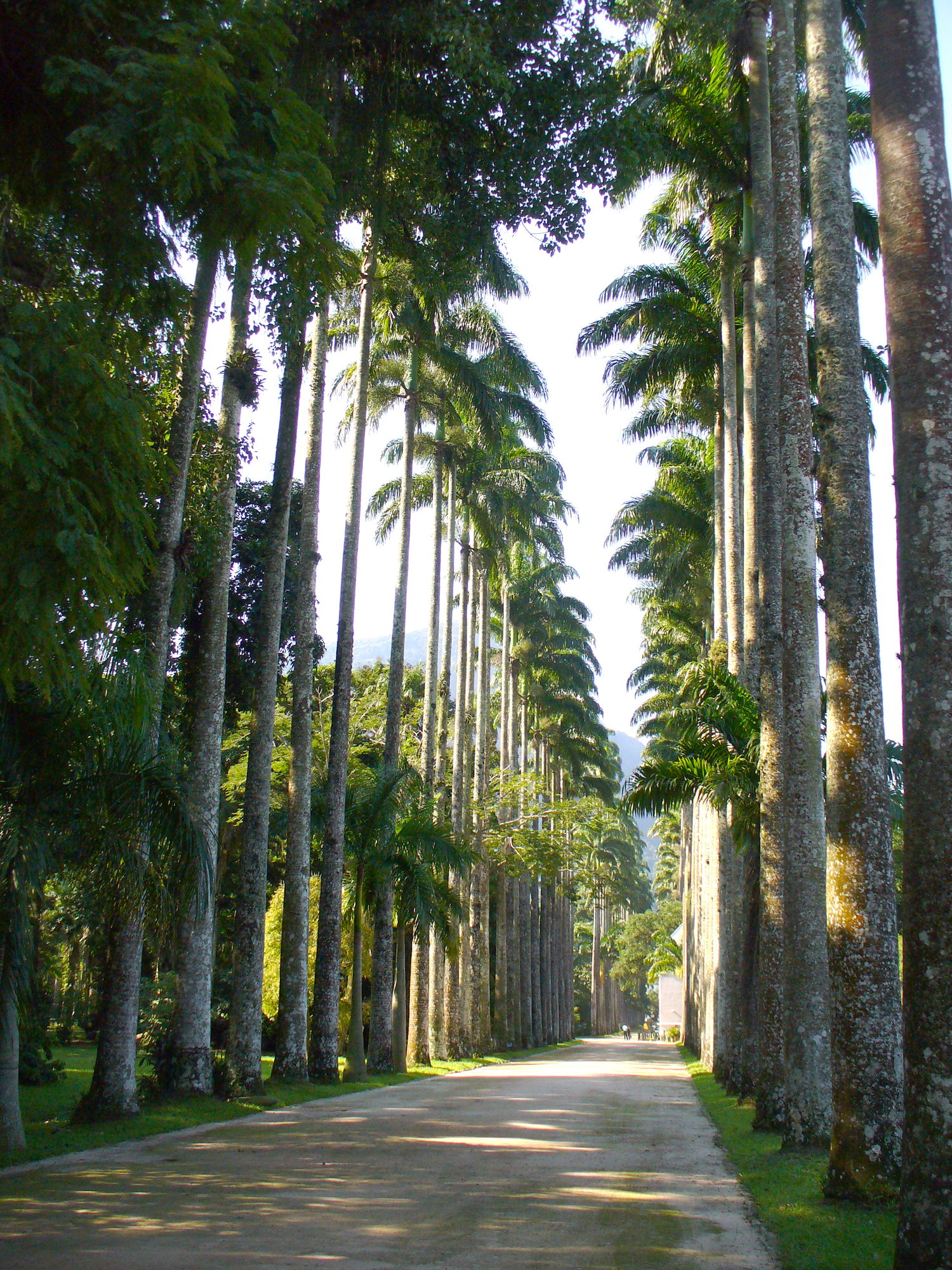
Camino de R. oleracea en el Jardín Botánico de Río de Janeiro.

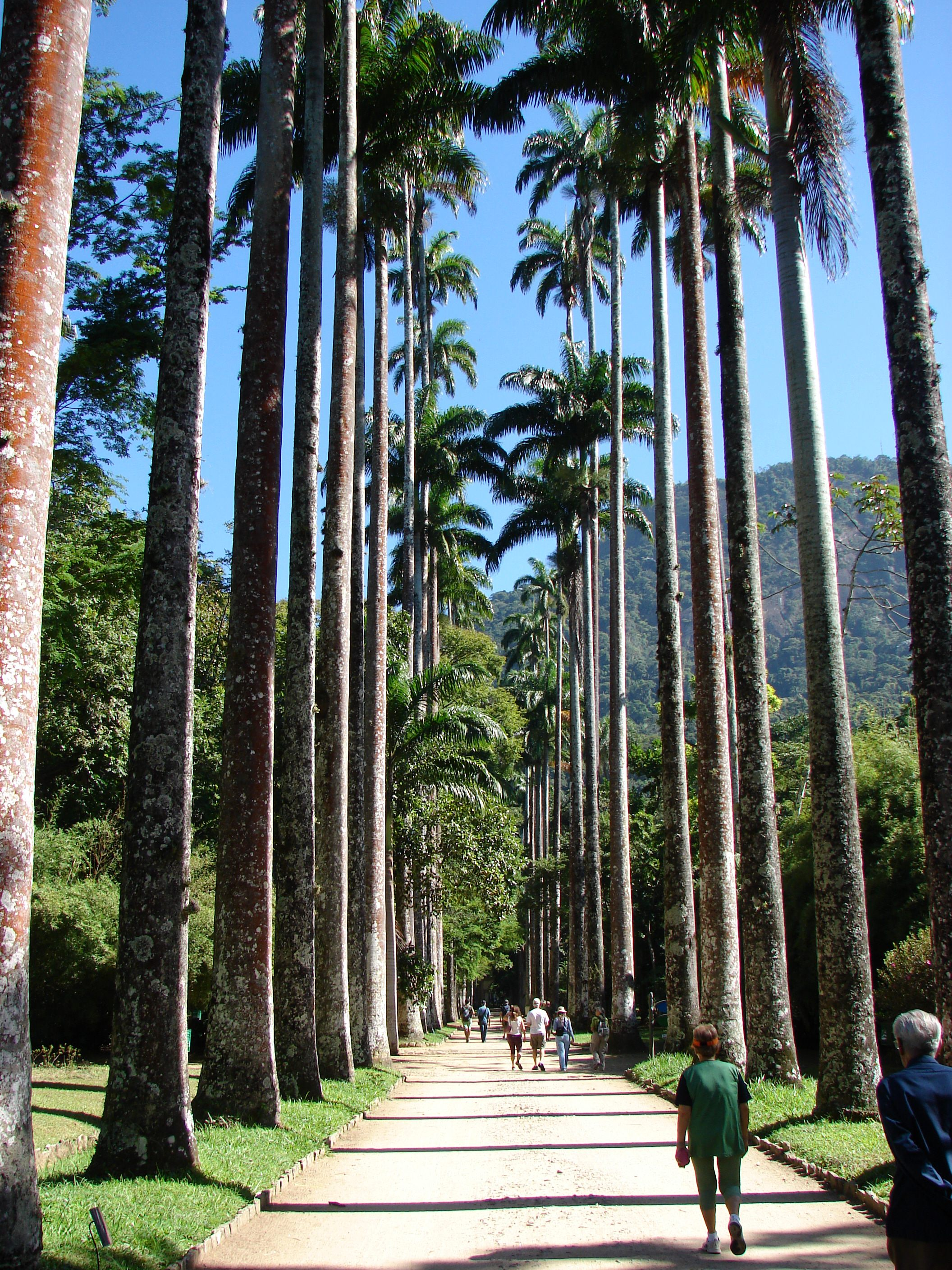
Palmeras imperiales en el Jardín Botánico de Río de Janeiro.

El primer ejemplar de R. oleracea en llegar a Brasil fue aclimatado por los franceses en el jardín botánico La Gabrielle, instalado en Guayana Francesa, y después fue llevado al Jardín de Pamplemousse en las Islas Mauricio. Luego fue obtenido clandestinamente por el oficial de la Armada Real Luiz de Abreu Vieira e Silva, que lo llevó a su majestad Juan VI.
Este primer ejemplar de Roystonea oleracea, la Palma Madre, fue plantado en el Jardín Botánico de Río de Janeiro por el príncipe regente Juan VI, en 1809. De esta manera pasó a ser conocido en ese país como la Palmera Imperial.
De este ejemplar plantado en 1809, se dice, descienden todas las R. oleracea de Brasil, y le da su denominación de Palma Madre. Esta fue alcanzada por un rayo en 1972. Tenía en aquella época 38,7 m de altura. El tronco fue preservado y se encuentra en exposición en el Museo Botánico de Río de Janeiro.

## Estado de conservación
La especie no está registrada en el catálogo de especies amenazadas de la UICN, pero se encuentra listada en el Libro Rojo de la Flora Venezolana en su edición del año 2003 como especie en estado de conservación vulnerable. También se encuentra amenazada en Colombia en la región Orinoquia.
La destrucción del hábitat para el desarrollo de actividades es la principal amenaza para esta especie, especialmente en estados industriales de Venezuela como lo son Falcón y Carabobo. La población es relativamente pequeña en los ambientes naturales donde crece, ya que al crecer en zonas de alta fertilidad y humedad se convierte en obstáculo para las labores de cultivo. Además se tiene conocimiento acerca de la extracción de juveniles para ornato en desarrollos urbanos; esto puede disminuir su población en forma drástica en el futuro. En el estado Cojedes se extrae un líquido de su cogollo para dolores, lo que implica sacrificar el individuo ya que es monopódico.

## Evolución y Taxonomía
La especie fue descripta por Nikolaus von Jacquin en 1763 como Areca oleracea. En 1838, Carl Friedrich Philipp von Martius la transfirió al género Oreodoxa como O. oleracea. Berthold Carl Seemann la transfirió posteriormente al género Kentia en 1838. En 1900 Orator F. Cook propuso un nuevo género para todas las palmas reales, y movió esta especie de Oreodoxa a Roystonea el siguiente año.
En 1825, Curt Polycarp Joachim Sprengel describió Euterpe caribaea, citando A. oleracea como un sinónimo. En 1903 Carl Lebrecht Udo Dammer y Ignatz Urban transfirieron esta especie al género Oreodoxa. Percy Wilson la movió a Roystonea en 1917. Liberty Hyde Bailey describió Roystonea venezuelana en 1949 basado en una colección de Julian Steyermark. En su monografía de 1996 sobre el género Roystonea, Scott Zona reportó que para él fue "imposible hallar alguna diferencia morfológica o molecular consistente entre los dos taxa", y ubicó a R. venezuelana como sinónimo de R. oleracea.
Etimología
El nombre genérico Roystonea hace alusión al militar estadounidense Roy Stone; y el epíteto específico oleracea viene del latín oleris y significa hortaliza, y es usado en el latín botánico para referirse a plantas cultivadas o alimenticias, como Euterpe oleracea (manaca), Brassica oleracea (repollo), Spinacia oleracea (espinaca) o Portulaca oleracea (verdolaga); y fue utilizado por Jacquin porque en Martinica acostumbraban a comer el palmito (este recibía el nombre de choux palmiste).
Sinonimia
- Areca oleracea Jacq.
- Euterpe caribaea Spreng.
- Gorgasia maxima O.F. Cook
- Gorgasia oleracea (Jacq.) O.F.Cook
- Kentia oleracea (Jacq.) Seem. ex H.Wendl.
- Oreodoxa caribaea (Spreng.) Dammer & Urb.
- Oreodoxa charibaea Becc.
- Oreodoxa oleracea (Jacq.) Mart.
- Oreodoxa regia var. jenmanii Waby
- Roystonea caribaea (Spreng.) P.Wilson
- Roystonea oleracea var. jenmanii (Waby) Zona
- Roystonea venezuelana L.H.Bailey[32]

### R. oleraceavar.jenmanii
Basado en plantas cultivadas del Jardín Botánico en Georgetown, Guyana (para ese entonces Guayana Británica), John Frederick Waby describió Oreodoxa regia var. jenmanii en 1919. La diferencia de esta variedad es que mantiene las hojas en un ángulo de 45° por debajo de la horizontal. En 1935 Liberty Hyde Bailey describió R. oleracea var. excelsior basado en especímenes recolectados de los Jardines Botánicos de Georgetown. Bailey citó el nombre de la variedad descrita por Waby como un sinónimo no publicado de R. oleracea var. excelsior, aunque aparentemente ignoraba que el nombre puesto por Waby era un nombre válido publicado.
En 1996, Zona propuso una nueva combinación, R. oleracea var. jenmannii para corregir el error de Bailey y para actualizar el nombre que había puesto Waby. Además notó que esta variedad, que solo es conocida en cultivo, no difiere de las características florales y frutales.
En la actualidad algunos botánicos no reconocen la validez de esta variedad y la mencionan como sinónimo de R. oleracea, sin embargo, aún sigue siendo reconocida como una variedad válida en el IPNI.

### Nombres comunes
Roystonea oleracea se conoce en Venezuela con diversos nombres vulgares siendo el más generalizado el de "chaguaramo", vocablo al parecer vernáculo que, por razones políticas, sustituyó el nombre antillano "palma real", a mediados del siglo XIX. El nombre "Palma Real" viene porque en la época colonial era considerada símbolo de realeza. Solamente los llamados "nobles" tenían el privilegio de sembrarla y únicamente podían disponer de dos de éstas en el patio-jardín o en la entrada de la casa. Esto se puede observar aún en algunas casas coloniales de cierto rango social, como en la Quinta Anauco, en Caracas. Roystonea oleracea además es conocido como "palmiste" en Trinidad y Tobago y royal palm o cabbage palm en Barbados. Es conocida en Colombia, al igual que en muchas zonas de Venezuela, como "mapora". También es conocida en otros idiomas como cabbage tree, palmetto royal, palmier franc y chou palmiste.